# Gonocaryum poilanei
Gonocaryum poilanei är en järneksväxtart som beskrevs av François Gagnepain och J.-f. Villiers. Gonocaryum poilanei ingår i släktet Gonocaryum och familjen Stemonuraceae. Inga underarter finns listade i Catalogue of Life.